# Chapter 20: The Foundling
"Capítulo 20: The Foundling"  es el cuarto episodio de la tercera temporada de la serie de televisión estadounidense The Mandalorian. Fue escrito por Dave Filoni y el showrunner Jon Favreau y dirigido por Carl Weathers. Fue lanzado en Disney+ el 22 de marzo de 2023.

## Trama
Din Djarin le presenta a Grogu el entrenamiento de combate mandaloriano. Grogu duda pero Bo-Katan le incentiva diciendo que Din lo hace practicar porque se siente orgulloso de él, y que a ella le sucedió igual con su padre cuando era niña. Después de un inicio complicado, Grogu gana el partido de entrenamiento, pero luego de eso, oponente Ragnar Vizsla es capturado por un gran halcón chillón. Bo-Katan reúne un grupo de caza, que incluye a Djarin y al padre de Ragnar, Paz Vizsla, y los lleva al nido del halcón chillón. Mientras esta al cuidado de Grogu, La Herrera le forja una nueva pieza de armadura mandaloriana, un rondel con el sigilo de cuerno de barro de Djarin. 
Mientras trabaja, Grogu tiene visiones de su rescate del Templo Jedi en llamas durante la Orden 66; allí, después de ser perseguido por soldados clones, es salvado por el Maestro Jedi Kelleran Beq a través de una nave facilitada por miembros simpatizantes de las Fuerzas Armadas de  Naboo. Por otro lado, el exceso de entusiasmo de Vizsla por salvar a Ragnar interrumpe el plan de Bo-Katan y conduce a un difícil rescate aéreo en el que Bo-Katan y Djarin salvan al niño ileso, matando al halcón chillón al hacer que caiga al alcance de una tortuga dinosaurio, recogiendo sus pollitos para criar y ganarse el respeto del clan. Mientras la Herrera reemplaza la hombrera de Bo-Katan, perdida en la pelea con el halcón chillón con el símbolo del Mitosaurio, Bo-Katan revela su encuentro con la criatura, pero la Herrera responde a su relato con indiferencia e incredulidad.

## Producción

### Desarrollo
El episodio fue dirigido por el coprotagonista recurrente Carl Weathers, a partir de un guion de Dave Filoni y el creador de la serie Jon Favreau.

### Casting
El elenco coprotagonista de este episodio regresó de episodios anteriores, incluidos Emily Swallow como The Armorer y Tait Fletcher (set) y Jon Favreau (voz) como Paz Vizsla. El elenco de actores invitados adicionales para este episodio incluye a Temuera Morrison y el sobrino de Jimmy Kimmel, Wesley Kimmel, como Ragnar Vizsla, el hijo de Paz y la voz de los soldados clon, respectivamente. The Mandalorian es representado físicamente por los dobles de acción Brendan Wayne y Lateef Crowder; ambos reciben crédito como coprotagonistas por cuarta vez en el episodio. Pedro Pascal y Katee Sackhoff interpretan a The Mandalorian y Bo-Katan Kryze, respectivamente.
Ahmed Best repite su papel como Kelleran Beq del programa de juegos web de 2020, Star Wars: Jedi Temple Challenge.  Best había interpretado previamente a Jar Jar Binks en la trilogía precuela, un personaje que recibió una reacción tan negativa de los críticos y fanáticos que Best consideró el suicidio. Debido a la experiencia previa y la preocupación de cómo encajaría su personaje en la historia, Best inicialmente se mostró reacio a aparecer. Sin embargo, los productores ejecutivos Jon Favreau y Dave Filoni pudieron convencerlo de que apareciera.

### Música
Joseph Shirley es el compositor de la partitura musical del episodio, reemplazando a Ludwig Göransson.

## Recepción
En Rotten Tomatoes, el episodio tiene una puntuación del 100 % según las reseñas de 10 críticos, con una puntuación media de 8,4/10.